# Paweł Halaba
Paweł Halaba (ur. 14 grudnia 1995 w Płocku) – polski siatkarz, grający na pozycji przyjmującego. 
Ukończył XXVIII Liceum Ogólnokształcące im. Jana Kochanowskiego w Warszawie. W 2015 roku na Mistrzostwach Świata Juniorów w Meksyku wraz z reprezentacją Polski zajął 9. miejsce. Studiował informatykę na pierwszym roku w Krakowie. Naukę chciał kontynuować w Warszawie. W sezonie 2015/2016 doznał kontuzji stawu skokowego.
Został chorążym reprezentacji Polski podczas ceremonii otwarcia Letniej Uniwersjady 2019 w Neapolu.
W listopadzie 2023 roku urodziła mu się córka.

## Sukcesy klubowe

### młodzieżowe
Mistrzostwa Polski Juniorów:
- 2013[9]

### seniorskie
Liga niemiecka:
- 2019

## Sukcesy reprezentacyjne
Letnia Uniwersjada:
- 2019

## Nagrody indywidualne
- 2013: Najlepszy zagrywający Mistrzostw Polski Juniorów